# Albert Pissart
Albert Pissart (1930-2014) is een Belgisch hoogleraar en fysisch geograaf.

## Loopbaan
- Licentiaat geografie in 1952
- Leerkracht aardrijkskunde 1954-1957
- Doctoraatsonderzoek over de Maasterrassen aan de Universiteit van Luik (1957-1960)
- Verdere carrière aan de ULg: assistent (1961), docent (1967), hoogleraar (1973), gewoon hoogleraar (1977), emeritaat in 1995

## Voorzitter van beroepsverenigingen
- Société géographique de Liège (1973-2004, met onderbrekingen)
- Belgische Geologische Vereniging (1967-1969)
- Belgische Vereniging van Geomorfologen (1988-1993)
- International Association of Geomorphologists (lid van het bureau 1997-2001)

## Onderzoek
Albert Pissart concentreerde zich op periglaciair en permafrostonderzoek in de Hoge Venen, het Hoge Noorden in Canada en in de Chambeyron.